# 대한민국 출신 메이저 리그 베이스볼 선수 목록

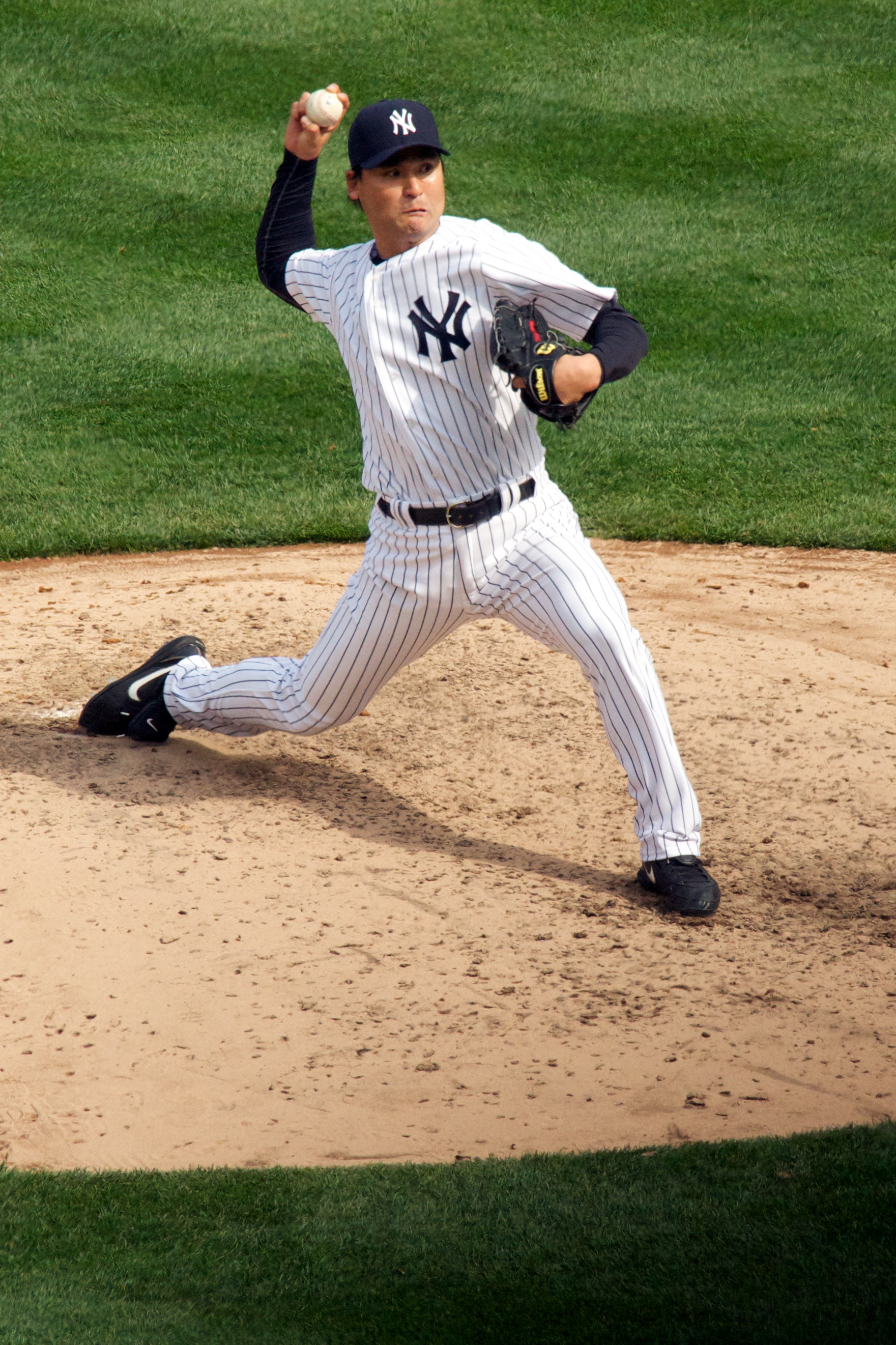
대한민국 출신 최초의 메이저 리그 베이스볼 선수 박찬호.

대한민국 출신 야구 선수들 가운데 메이저 리그 베이스볼(MLB)에 한 경기 이상 뛰었던 선수들은 지금까지 모두 28명이며, 이 중 2025년 현재 메이저 리그에서 현역으로 뛰고 있는 선수는 김하성, 박효준, 배지환, 이정후, 김혜성 5명이다. 1994년, 투수 박찬호가 대한민국 출신으로는 처음으로 메이저 리그에 데뷔했다. 박찬호의 메이저 리그에서의 활약으로 아메리칸 드림을 바라고 미국으로 건너가는 많은 '박찬호 키드'들이 생겨났고, 이 때부터 대한민국 출신 선수들의 메이저 리그 진출이 본격화되었다.
대한민국 출신 메이저 리그 선수 28명 가운데, 투수가 15명, 타자가 13명이다. 28명 중에 13명은 KBO 리그를 거치지 않고 고등학교 및 대학교 선수 시절에 아마추어 선수 계약을 통해서 메이저 리그에 진출했다. 류현진과 강정호, 박병호, 김광현, 김하성, 이정후, 김혜성은 포스팅 시스템을 통해서 KBO 리그에서 메이저 리그에 진출했다. 이상훈, 구대성, 박찬호, 임창용, 이대호, 오승환은 대한민국과 일본, 그리고 미국의 최상위 프로 야구 리그를 모두 경험했는데, 박찬호는 MLB, NPB, KBO 순으로, 나머지 네 명은 그 역순으로 경력을 밟았다. 광주광역시의 광주제일고등학교는 김병현, 서재응, 최희섭, 강정호, 이 네 명의 메이저 리그 선수를 배출했다.
박찬호는 1990년대 후반 IMF 위기로 침체되어 있던 대한민국 사회 전반에 희망을 불어넣는 역할을 했으며, 이후 많은 아마추어 선수들이 미국에 진출하면서 코리안 리거(Korean Leaguer)라는 신조어가 생겨나기도 했다. 하지만 이들 가운데 성공적으로 평가받는 선수는 추신수 정도이며, 그 이외 선수들은 상대적으로 오랜 기간 뛰지 못하고 국내로 복귀했다. 2010년대에 들어서면서 포스팅 시스템을 통해 KBO 리그에서 메이저 리그로 진출하는 선수들이 생겨났고, 이 선수들의 활약 이후 더 많은 KBO 선수들의 메이저 진출이 가시화되고 있다. 고교, 대학 아마추어 선수들의 진로 추세 또한 과거와는 다르게 국내 리그를 거친 뒤에 메이저 진출을 모색하는 방향으로 변해가고 있다.

## 역사
1968년, 중앙고등학교 출신으로 일본 프로 야구 팀 도쿄 오리온스에서 뛰었던 바 있는 투수 이원국이 대한민국 출신 선수로는 처음으로 메이저 리그 팀과 계약해 샌프란시스코 자이언츠 마이너 리그 팀에서 뛰었다. 1980년, 연세대학교 투수 박철순이 밀워키 브루어스와 계약해 산하 마이너 리그 팀에서 뛰었다. 1981년, 투수 최동원이 토론토 블루제이스와 계약했으나, 병역 문제와 국내 프로 리그 창설 등과 맞물려 공식적인 메이저 리그 진출에는 실패했다.
1994년 4월 8일, 한양대학교를 중퇴하고 로스앤젤레스 다저스에 입단한 투수 박찬호가 대한민국 출신으로는 최초로 메이저 리그 무대를 밟았다. 그는 대한민국 선수 최초로 올스타에 선정되었으며, 통산 124승으로 아시아인 선수 출신 투수 최다승 기록을 세웠다. 그의 성공 이후 많은 아마추어 선수들이 미국으로 건너갔고, 그 중 일부는 메이저 리그에서도 뛰었다. 2001년, 애리조나 다이아몬드백스의 일원이었던 투수 김병현은 아시아인 선수로는 최초로 월드 시리즈에 출전해 우승을 경험했다. 2002년, 시카고 컵스 1루수 최희섭은 대한민국 출신 최초의 메이저 리그 야수로 데뷔했으며, 2003년 시즌 뉴욕 메츠 투수 서재응은 풀타임 선발 투수로 뛰었다. 외야수 추신수는 아시아인 선수로는 최초로 사이클링 히트를 쳐냈다. 그러나 박찬호 이후 미국으로 건너갔던 대한민국 선수들은 대부분 마이너 리그를 전전하거나, 잠시 메이저에 올라가 뛰더라도 오랫동안 자리잡지 못했다.
한편 유망주 유출로 인한 KBO 리그의 위기를 우려한 KBO는 1999년부터 해외에 진출했던 선수들이 국내 복귀를 원할 경우에 2년간 국내 구단과 계약을 제한하도록 하는 제도를 시행했다. 아마추어 야구를 관장하는 대한야구협회 또한 사전 동의 없이 재학 중 프로에 입단하는 선수에 대해 자격 정지 등의 제재를 가했다. 그러나 2000년대 초중반 미국으로 건너갔던 많은 수의 선수들이 메이저의 문턱을 넘지 못하고 국내로 돌아오게 되면서 2년 유예 제도가 발목을 잡았고, KBO는 2007년 일시적으로 규정을 철폐해 해외진출선수 특별지명회의를 통해 몇몇 선수들의 국내 복귀를 도왔다.
1990년대 후반부터 일부 KBO 리그 선수들이 포스팅 시스템을 통해 메이저 리그 진입을 노렸으나, 상대적으로 적은 응찰 금액으로 인해 진출 시도를 포기했다. 2012년 시즌 후, KBO 리그 한화 이글스의 투수 류현진은 포스팅 시스템을 통해 로스앤젤레스 다저스와 계약하면서, KBO 출신 최초로 메이저 리그에 직행한 최초의 선수가 되었다. 류현진은 한국인으로는 최초로 2019년 시즌 메이저 리그 올스타전에 선발투수로 출전했으며, 그해 내셔널 리그 평균자책점 1위에 이름을 올렸다. 2014년 시즌 후에는 넥센 히어로즈의 유격수 강정호가 포스팅 시스템을 통해 피츠버그 파이리츠에 입단하며 KBO에서 메이저 리그로 진출한 최초의 야수가 되었다. 오승환은 일본 리그를 거친 뒤 2016년 메이저 리그에 진출해 4시즌을 뛰면서 이때까지의 KBO 리그 출신 구원 투수로는 가장 성공적인 커리어를 쌓았다.
키움 히어로즈 출신의 김하성은 2021년 시즌을 앞두고 포스팅 시스템을 통해 샌디에이고 파드리스에 입단했으며, 2023년 시즌이 끝나고 내셔널 리그 골드글러브 유틸리티 플레이어 부문을 수상하며 아시아인 내야수 출신으로는 최초로 골드글러브 수상자가 되었다. 또한 메이저 리그 월드 투어의 일환으로 2024년 3월 20일부터 21일까지 서울 시리즈가 고척스카이돔에서 치러졌으며, 로스앤젤레스 다저스와 김하성의 소속팀인 샌디에이고 파드리스의 2연전으로 진행된 시리즈의 1차전의 시구는 박찬호가 맡았다.

## 선수

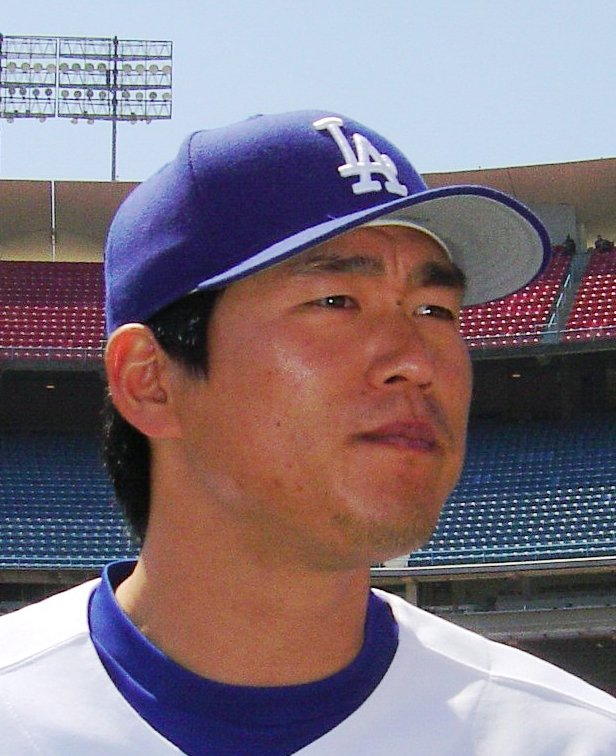
최희섭은 대한민국 출신 최초의 메이저 리그 야수이다.

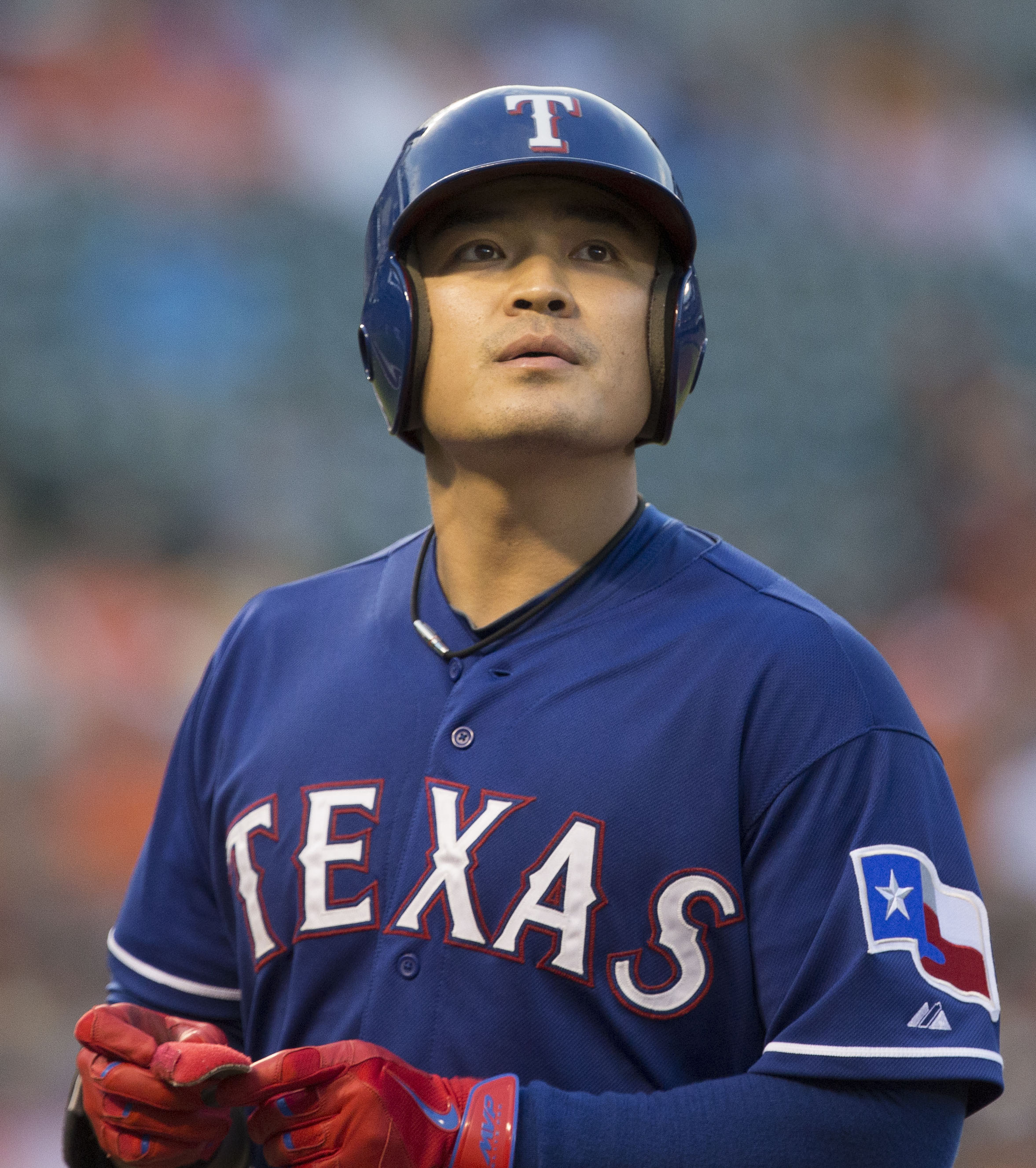
추신수는 대한민국 출신 타자로는 메이저 리그에서 가장 성공적인 커리어를 보낸 선수이다.

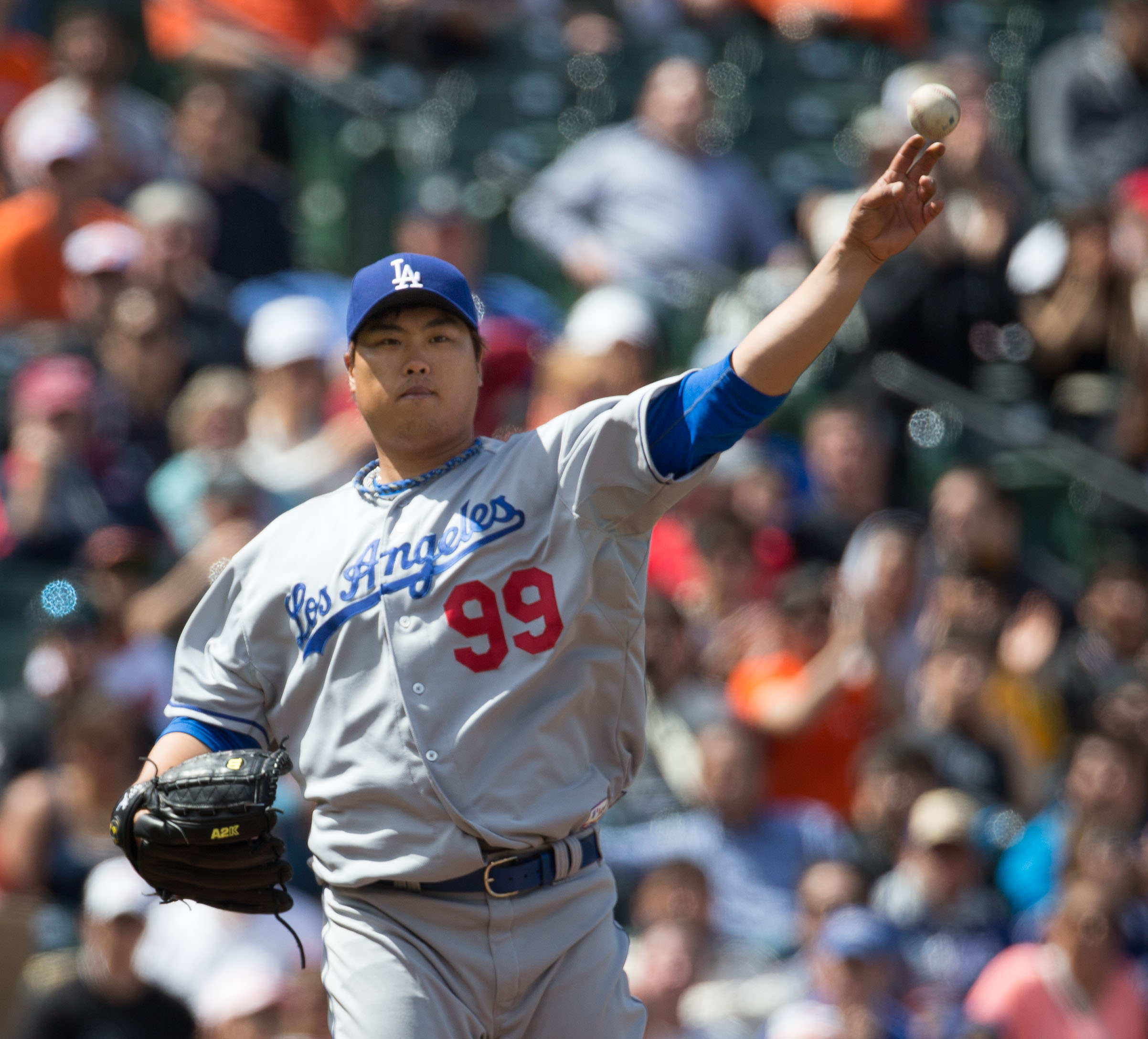
류현진은 KBO 리그 선수로는 최초로 메이저 리그에 직행한 선수이다.

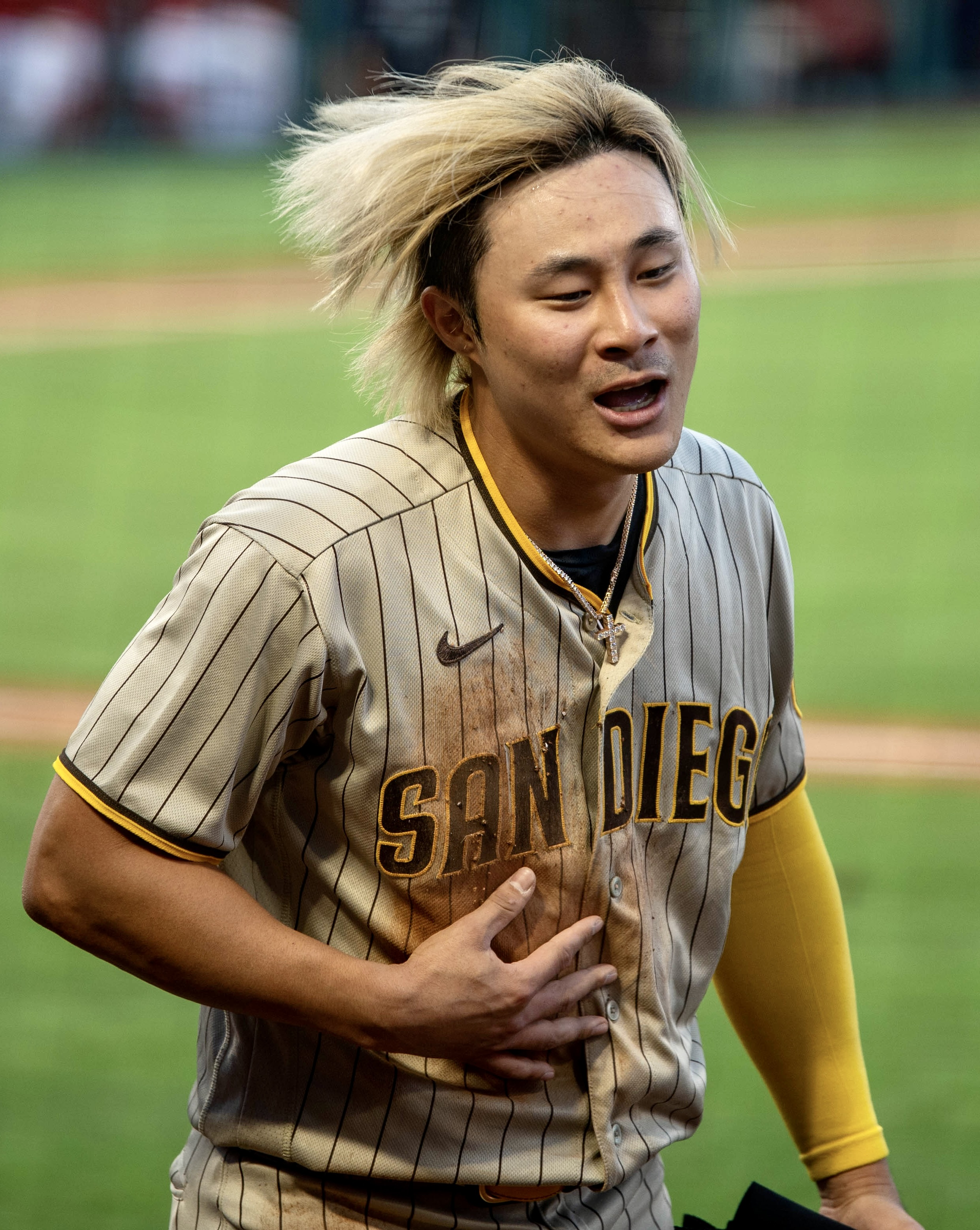
김하성은 대한민국 출신 선수로는 최초로 골드글러브를 수상했다.

2025년 5월 4일  기준
| 선수   | 위치   | 첫 경기         | 마지막 경기     | 팀 | 각주   |
| ------ | ------ | --------------- | --------------- | --- | ------ |
| 박찬호 | 투수   | 1994년 4월 8일  | 2010년 10월 1일 | 로스앤젤레스 다저스(1994~2001, 2008) 텍사스 레인저스(2002~2005) 샌디에이고 파드리스(2005~2006) 뉴욕 메츠(2007) 필라델피아 필리스(2009) 뉴욕 양키스(2010) 피츠버그 파이리츠(2010) | [ 42 ] |
| 조진호 | 투수   | 1998년 7월 4일  | 1999년 7월 30일 | 보스턴 레드삭스(1998~1999) | [ 43 ] |
| 김병현 | 투수   | 1999년 5월 29일 | 2007년 9월 28일 | 애리조나 다이아몬드백스(1999~2003, 2007) 보스턴 레드삭스(2003~2004) 콜로라도 로키스(2005~2007) 플로리다 말린스(2007)                                                             | [ 44 ] |
| 이상훈 | 투수   | 2000년 6월 29일 | 2000년 10월 1일 | 보스턴 레드삭스(2000) | [ 45 ] |
| 김선우 | 투수   | 2001년 6월 15일 | 2006년 9월 17일 | 보스턴 레드삭스(2001~2002) 몬트리올 엑스포스(2002~2004) 워싱턴 내셔널스(2005) 콜로라도 로키스(2005~2006) 신시내티 레즈(2006)                                                     | [ 46 ] |
| 봉중근 | 투수   | 2002년 4월 23일 | 2004년 6월 20일 | 애틀란타 브레이브스(2002~2003) 신시내티 레즈(2004) | [ 47 ] |
| 서재응 | 투수   | 2002년 7월 21일 | 2007년 5월 29일 | 뉴욕 메츠(2002~2005) 로스앤젤레스 다저스(2006) 탬파베이 데빌레이스(2006~2007) | [ 48 ] |
| 최희섭 | 내야수 | 2002년 9월 3일  | 2005년 10월 2일 | 시카고 컵스(2002~2003) 플로리다 말린스(2004) 로스앤젤레스 다저스(2004~2005) | [ 49 ] |
| 백차승 | 투수   | 2004년 8월 8일  | 2008년 9월 28일 | 시애틀 매리너스(2004, 2006~2008) 샌디에이고 파드리스(2008) | [ 51 ] |
| 구대성 | 투수   | 2005년 4월 4일  | 2005년 8월 20일 | 뉴욕 메츠(2005) | [ 52 ] |
| 추신수 | 외야수 | 2005년 4월 21일 | 2020년 9월 27일 | 시애틀 매리너스(2005~2006) 클리블랜드 인디언스(2006~2012) 신시내티 레즈(2013) 텍사스 레인저스(2014~2020)                                                                         | [ 53 ] |
| 류제국 | 투수   | 2006년 5월 14일 | 2008년 4월 9일  | 시카고 컵스(2006) 탬파베이 레이스(2007~2008) | [ 54 ] |
| 류현진 | 투수   | 2013년 4월 2일  | 2023년 9월 30일 | 로스앤젤레스 다저스(2013~2019) 토론토 블루제이스(2020~2023) | [ 55 ] |
| 임창용 | 투수   | 2013년 9월 7일  | 2013년 9월 27일 | 시카고 컵스(2013) | [ 56 ] |
| 강정호 | 내야수 | 2015년 4월 8일  | 2019년 7월 29일 | 피츠버그 파이리츠(2015~2019) | [ 57 ] |
| 오승환 | 투수   | 2016년 4월 3일  | 2019년 5월 30일 | 세인트루이스 카디널스(2016~2017) 토론토 블루제이스(2018) 콜로라도 로키스(2018~2019)                                                                                              | [ 58 ] |
| 박병호 | 내야수 | 2016년 4월 4일  | 2016년 6월 28일 | 미네소타 트윈스(2016) | [ 59 ] |
| 이대호 | 내야수 | 2016년 4월 4일  | 2016년 10월 2일 | 시애틀 매리너스(2016) | [ 60 ] |
| 최지만 | 내야수 | 2016년 4월 5일  | 2023년 10월 1일 | 로스앤젤레스 에인절스(2016) 뉴욕 양키스(2017) 밀워키 브루어스(2018) 탬파베이 레이스(2018–2022) 피츠버그 파이리츠(2023) 샌디에이고 파드리스(2023)                                 | [ 61 ] |
| 김현수 | 외야수 | 2016년 4월 10일 | 2017년 9월 30일 | 볼티모어 오리올스(2016~2017) 필라델피아 필리스(2017) | [ 62 ] |
| 황재균 | 내야수 | 2017년 6월 28일 | 2017년 8월 1일  | 샌프란시스코 자이언츠(2017) | [ 63 ] |
| 김광현 | 투수   | 2020년 7월 24일 | 2021년 10월 2일 | 세인트루이스 카디널스(2020~2021) | [ 64 ] |
| 김하성 | 내야수 | 2021년 4월 1일  | ―               | 샌디에이고 파드리스(2021~2024) 탬파베이 레이스(2025~) | [ 65 ] |
| 양현종 | 투수   | 2021년 4월 26일 | 2021년 9월 13일 | 텍사스 레인저스(2021) | [ 66 ] |
| 박효준 | 내야수 | 2021년 7월 16일 | ―               | 뉴욕 양키스(2021) 피츠버그 파이리츠(2021~2022) | [ 67 ] |
| 배지환 | 내야수 | 2022년 9월 23일 | ―               | 피츠버그 파이리츠(2022~) | [ 68 ] |
| 이정후 | 외야수 | 2024년 3월 28일 | ―               | 샌프란시스코 자이언츠(2024~) | [ 69 ] |
| 김혜성 | 내야수 | 2025년 5월 3일  | ―               | 로스앤젤레스 다저스(2025~) | [ 70 ] |

## 수상 및 타이틀 경력
- 올스타 선정: 박찬호(2001년 NL),[71] 김병현(2002년 NL),[72] 추신수(2018년 AL),[73] 류현진(2019년 NL)[74]
- 골드글러브: 김하성(2023년 NL 유틸리티 부문)[75]
- 이달의 선수: 추신수(2008년 9월 AL, 2015년 9월 AL)[76]
- 이달의 투수: 박찬호(1998년 7월 NL), 류현진(2019년 5월 NL)[77]
- 이달의 신인: 최희섭(2003년 4월 NL), 강정호(2015년 7월 NL)[78]
- 이주의 선수: 박찬호(2000년 9월 24일 NL), 김병현(2002년 7월 14일 NL), 추신수(2010년 4월 18일 AL, 2010년 9월 19일 AL), 강정호(2016년 9월 11일 NL), 류현진(2019년 5월 12일 NL)[79]

## 포스트시즌 경력

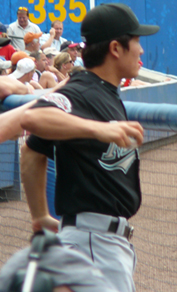
김병현은 아시아인 최초로 월드 시리즈에 출전해 우승을 경험한 선수이다.

| 선수   | 시즌 | WS        | WS        | LCS       | LCS       | DS        | DS        | WC        | WC        | 출처                                                            |
| 선수   | 시즌 | 우승 여부 | 출장 경기 | 우승 여부 | 출장 경기 | 승리 여부 | 출장 경기 | 승리 여부 | 출장 경기 | 출처                                                            |
| ------ | --- | --------- | --------- | --------- | --------- | --------- | --------- | --------- | --------- | --------------------------------------------------------------- |
| 김병현 | 2001년 애리조나 다이아몬드백스 2002년 애리조나 다이아몬드백스 2003년 보스턴 레드삭스                                                 | W         | 2         | W         | 3         | W L W     | 1         |           |           | [ 80 ] [ 81 ] [ 82 ] [ 83 ] [ 84 ]                              |
| 최희섭 | 2004년 로스앤젤레스 다저스 |           |           |           |           | L         | 1         |           |           | [ 85 ]                                                          |
| 박찬호 | 2006년 샌디에이고 파드리스 2008년 로스앤젤레스 다저스 2009년 필라델피아 필리스                                                       | L         | 4         | L W       | 4         | L         | 1         |           |           | [ 86 ] [ 87 ] [ 88 ] [ 89 ]                                     |
| 추신수 | 2013년 신시네티 레즈 2015년 텍사스 레인저스 2016년 텍사스 레인저스                                                                   |           |           |           |           | L         | 5 1       | L         | 1         | [ 90 ] [ 91 ] [ 92 ]                                            |
| 류현진 | 2013년 로스앤젤레스 다저스 2014년 로스앤젤레스 다저스 2018년 로스앤젤레스 다저스 2019년 로스앤젤레스 다저스 2020년 토론토 블루제이스 | L         | 1         | L W       | 1 2       | W L W L   | 1         | L         | 1         | [ 93 ] [ 94 ] [ 95 ] [ 96 ] [ 97 ] [ 98 ] [ 99 ] [ 100 ]        |
| 김현수 | 2016년 볼티모어 오리올스 |           |           |           |           |           |           | L         | 1         | [ 101 ]                                                         |
| 오승환 | 2018년 콜로라도 로키스 |           |           |           |           | L         | 2         | W         | 1         | [ 102 ] [ 103 ]                                                 |
| 최지만 | 2019년 탬파베이 레이스 2020년 탬파베이 레이스 2021년 탬파베이 레이스 2022년 탬파베이 레이스                                          | L         | 6         | W         | 5         | L W L     | 5 3       | W L       | 1 2       | [ 104 ] [ 105 ] [ 100 ] [ 106 ] [ 107 ] [ 108 ] [ 109 ] [ 110 ] |
| 김광현 | 2020년 세인트루이스 카디널스 |           |           |           |           |           |           | L         | 1         | [ 111 ]                                                         |
| 김하성 | 2022년 샌디에이고 파드리스 |           |           | L         | 5         | W         | 4         | W         | 3         | [ 112 ] [ 113 ] [ 114 ]                                         |

## 같이 보기
- 포스팅 시스템
- 해외진출선수 특별지명회의

## 주해
1. ↑  이 문서에서는 대한민국 국적으로 메이저 리그에서 활동한 선수를 적고 있다. 다음과 같은 조건을 가진 선수들은 서술에서 제외하고 있다. 첫째, 한국계 또는 대한민국 태생 선수지만 미국 국적을 가지고 활동한 선수. (예: 롭 레프스나이더, 토미 펠프스, 행크 콩거) 둘째, 마이너 리그 베이스볼에서만 뛰었던 선수. 이 목록에 실린 선수들의 경우에도 마이너 리그 경력은 서술에서 제외했다.
2. ↑  원래 제한 기간은 5년이었다. 2002년 공정거래위원회가 KBO에 해당 제도에 대해 시정 명령을 내리면서,[25] 다음 해부터 연수가 2년으로 줄어들었다.[26]
3. ↑  백차승은 2005년 4월 미국 시민권을 취득하면서 대한민국 국적이 소멸되었다.[50]